# Tenatius Primo
Tenatius Primo war ein antiker römischer Toreut (Metallbearbeiter), der im 1. Jahrhundert in Verona tätig war.
Tenatius Primo ist nur noch aufgrund seiner Grabinschrift bekannt, die in Verona gefunden wurde. Damit ist er einer von nur knapp über 30 inschriftlich-namentlich belegten antiken Toreuten. Ihm zuweisbare Werke sind nicht überliefert.

## Einzelbelege
1. ↑  abgesehen von Signaturstempeln auf toreutischen Erzeugnissen

| Personendaten    | Personendaten                              |
| ---------------- | ------------------------------------------ |
| NAME             | Tenatius Primo                             |
| KURZBESCHREIBUNG | antiker römischer Toreut                   |
| GEBURTSDATUM     | 1. Jahrhundert v. Chr. oder 1. Jahrhundert |
| STERBEDATUM      | 1. Jahrhundert                             |